# Curb Records
Curb Records è un'etichetta discografica fondata nel 1973 da Mike Curb e specializzata in musica country.

## Storia
La prima registrazione dell'etichetta fu l'album dei The Four Seasons Who Loves You e i singoli da esso derivati nel 1975-1976.
Correntemente l'etichetta registra molti cantanti country come Tim McGrow, Hank Williams Jr., Jo Dee Messina e Rodney Atkins. Nel 2006 l'etichetta ne lanciò un'altra, la Bruc Records, la cui prima registrazione è stata l'album di Hank Ill Straight to Hell.